# Tamoxifen
Tamoxifen, vândut sub numele de marcă Nolvadex, printre altele, este un medicament care este utilizat pentru prevenirea cancerului de sân la femei și tratamentul cancerului de sân la femei și bărbați. Este, de asemenea, studiat pentru alte tipuri de cancer. Acesta a fost folosit și pentru sindromul Albright. Tamoxifen este de obicei administrat zilnic oral timp de cinci ani pentru cancerul de sân.
Reacții adverse grave includ un mic risc crescut de cancer uterin, accident vascular cerebral, probleme de vedere și embolie pulmonară. Efecte secundare comune includ menstruație neregulată, pierdere în greutate și bufeuri. Acesta poate fi periculos pentru copil dacă este administrat mamelor în timpul sarcinii sau alăptării. Este un modulator selectiv al receptorilor de estrogen (SERM) și funcționează prin reducerea dezvoltării celulelor canceroase din sân. Este membru al grupului de compuși numit trifeniletilene.
Tamoxifen a fost preparat inițial în 1962, de către chimista Dora Richardson. Se află pe Lista medicamentelor esențiale ale Organizației Mondiale a Sănătății, cele mai sigure și cele mai eficiente medicamente necesare într-un sistem de sănătate. Tamoxifen este disponibil ca medicament generic, cu prețul en-gros în țările în curs de dezvoltare de aproximativ 0,07–0,23 de dolari americani pe zi. În Statele Unite, costă aproximativ 1 dolar pe zi. În 2016, a fost al 238-lea cel mai prescris medicament din Statele Unite, cu peste două milioane de rețete.

## Utilizări medicale

### Cancer de sân
Tamoxifen este utilizat pentru tratamentul cancerului de sân receptor de estrogen-pozitiv (ER-pozitiv sau ER+) precoce și avansat la femei în pre- și post-menopauză. În plus, acesta este cel mai comun tratament hormonal pentru cancer mamar. Este, de asemenea, aprobat de către FDA pentru prevenirea cancerului de sân la femeile cu risc ridicat de a dezvolta această boală. Medicamentul a fost aprobat și pentru reducerea cancerului contralateral (la celălalt sân). Utilizarea de tamoxifen este recomandată timp de 10 ani.
În 2006, un mare studiu clinic a concluzionat că raloxifenul este de asemenea eficient în reducerea incidenței cancerului de sân. Rezultatele actualizate după o medie de 6,75 ani de observații au dovedit că raloxifenul păstrează 76% din eficacitatea tamoxifenului în prevenirea cancer de sân invaziv, cu 45% mai puține cazuri de cancer uterin și 25% mai puține cheaguri de sânge la femeile care iau raloxifen față de femeile care iau tamoxifen.

### Infertilitate
Tamoxifen este folosit pentru inducerea ovulației pentru a trata infertilitatea la femei cu tulburări anovulatorii. Acesta este administrat în zilele a treia până la a șaptea ale ciclului femeii.
Tamoxifen îmbunătățește fertilitatea la bărbații cu infertilitate prin dezinhibarea axei hipotalamo–hipofizo–gonadale prin intermediul antagonismului ER și, astfel, creșterea secreției de hormon luteinizant (LH) și hormon foliculostimulant (FSH) și creșterea producției testiculare de testosteron.

### Ginecomastie
Tamoxifen este utilizat pentru a preveni și trata ginecomastia. Este administrat ca măsură preventivă în doze mici sau folosit la apariția unor simptome precum durerea mamelonului sau sensibilitate. Există și alte medicamente care sunt luate pentru scopuri similare, precum clomifen și medicamentele anti-aromataze, care sunt utilizate în încercarea de a evita efectele adverse legate de hormoni.

### Pubertate precoce
Tamoxifen este util în tratamentul pubertății periferice precoce, de exemplu din cauza sindromului McCune–Albright, la fete și băieți. S-a demonstrat că reduce viteza de creștere și rata de maturare osoasă la fetele cu pubertate precoce și, prin urmare, îmbunătățește înălțimea finală a acestora.

### Forme disponibile

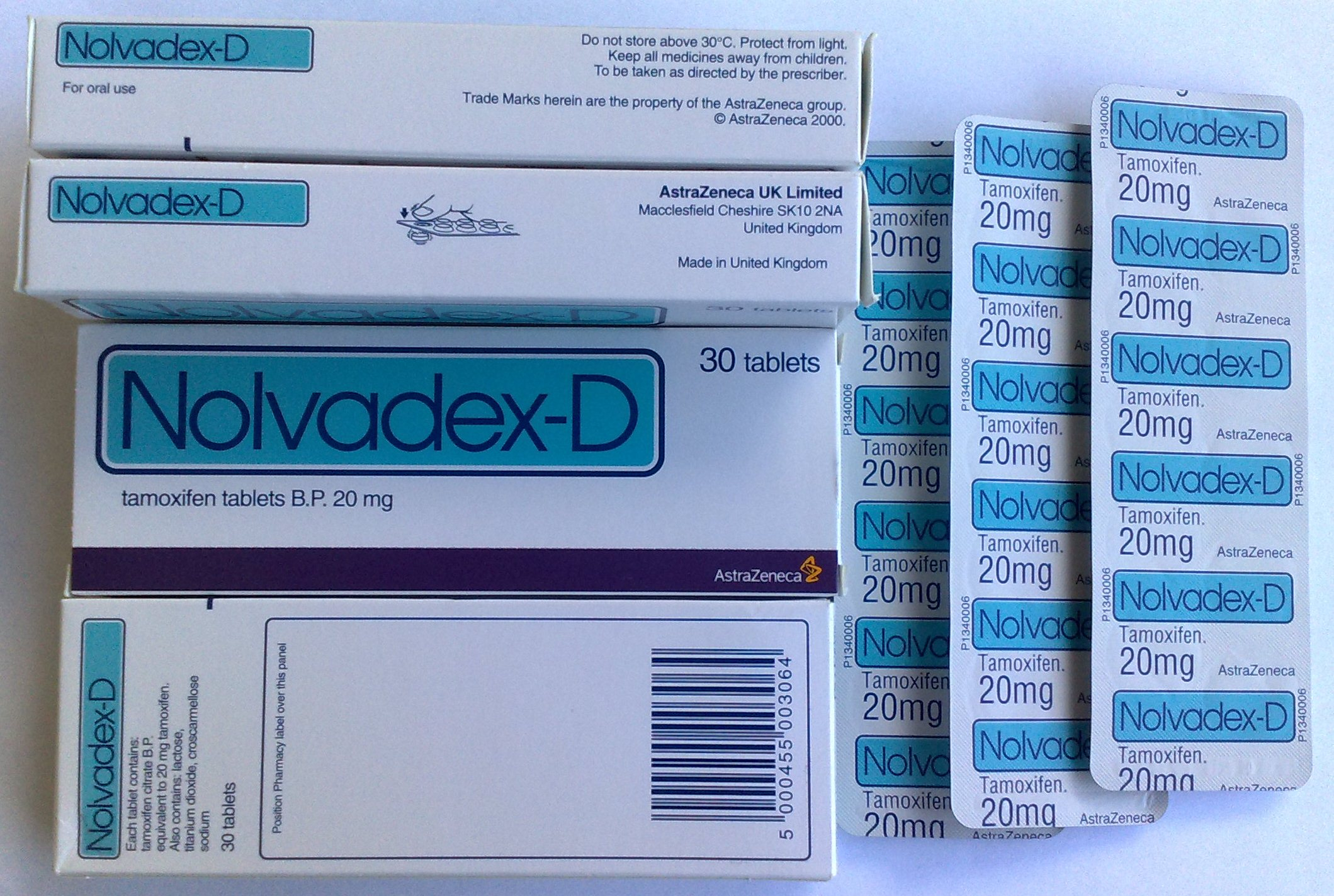
Nolvadex (tamoxifen), comprimate de 20 mg.

Tamoxifen este disponibil sub formă de tablete sau soluție orală.

## Contraindicații
Tamoxifen are un număr de contraindicații, inclusiv la cei cu hipersensibilitate la tamoxifen sau alte ingrediente, persoane care sunt supuse concomitent terapiei cu anticoagulante de tip cumarină și femei cu antecedente de tromboembolism venos (tromboză venoasă profundă sau embolie pulmonară).

## Efecte secundare
Un raport din septembrie 2009 al Health and Human Services' Agency for Healthcare Research and Quality din SUA sugerează că tamoxifenul, raloxifenul și tibolona utilizate pentru a trata cancerul de sân reduc semnificativ cancerul de sân invaziv la femeile de vârsta a doua și mai în vârstă, dar cresc și riscul de efecte secundare adverse.

### Oase
Un efect secundar benefic al tamoxifenului este că previne pierderea de masă osoasă, acționând ca un agonist al ER (cu alte cuvinte, imită efectele estrogenului) în acest tip de celule. Prin urmare, prin inhibarea osteoclastelor, previne osteoporoza. Când tamoxifenul a fost lansat ca medicament, s-a crezut că va acționa ca antagonist ER în toate țesuturile, inclusiv în oase, și, prin urmare, a existat o preocupare referitoare la contribuția sa la osteoporoză. Așadar cercetătorii au fost surprinși de observația clinică a efectului opus. Acțiunea selectivă a tamoxifenului în funcție de țesut a condus la formularea conceptului de SERM. Spre deosebire, tamoxifenul pare a fi asociat cu pierderea de masă osoasă la femeile aflate în premenopauză care continuă să aibă menstruații după chimioterapie adjuvantă.

### Cancer endometrial
Tamoxifen este un SERM. Chiar dacă este antagonist în țesutul mamar, acționează ca agonist parțial pe endometru și a fost asociat cancerului endometrial la unele femei. Prin urmare, modificările endometriale, inclusiv cancerul, se numără printre efectele secundare ale tamoxifenului. În timp, riscul de cancer endometrial poate crește de la două până la patru ori, ceea ce a dus la limitarea la doar cinci ani a utilizării tamoxifenului.
American Cancer Society consideră tamoxifenul drept agent cancerigen cunoscut, menționând că acesta crește riscul anumitor tipuri de cancer uterin în timp ce reduce riscul de reapariție a cancerului de sân. ACS afirmă că utilizarea sa nu ar trebui să fie evitată în cazurile în care riscul de cancer de sân repetat în lipsa medicamentului este mai mare decât riscul de a dezvolta cancer uterin în prezența medicamentului.

### Cardiovasculare și metabolice
Tratamentul cu tamoxifen la femeile în postmenopauză este asociat cu efecte benefice asupra profilului lipidelor serice. Cu toate acestea, pe termen lung, date din studiile clinice nu demonstrează un efect cardioprotector. Pentru unele femei, tamoxifen poate provoca o creștere rapidă în concentrația de trigliceride din sânge. În plus, există un risc crescut de tromboembolism, în special în timpul și imediat după intervenții chirurgicale majore sau perioade de imobilitate. S-a demonstrat că utilizarea de tamoxifen crește ușor riscul de tromboză venoasă profundă, embolie pulmonară și accident vascular cerebral. Tamoxifen este, de asemenea, o cauză a ficatului gras.

### Sistemul nervos central
Pacienții tratați cu tamoxifen pentru cancer de sân demonstrează cogniție redusă și scoruri mici ale memoriei semantice. Cu toate acestea, tulburările de memorie la pacienții tratați cu tamoxifen a fost mai puțin severe față de cei tratați cu anastrozol, un inhibitor de aromatază.
Un număr semnificativ de pacienți tratați cu tamoxifen experimentează o reducere a libidoului.

### Toxicitate hepatică
Tamoxifenul a fost asociat cu un număr de cazuri de hepatotoxicitate. Au fost raportate diferite tipuri de hepatotoxicitate.

### Creștere în greutate
Creșterea în greutate este un efect secundar raportat frecvent, dar studiile nu au găsit dovezi semnificative ale corelației.

## Supradozaj
Supradozajul acut de tamoxifen nu a fost raportat la oameni. În studii de variere a dozelor, tamoxifen a fost administrat în doze foarte mari la femei (de exemplu, 300 mg/m2) și s-a observat apariția neurotoxicității acute, printre care tremor, hiperreflexie, mers dezechilibrat și amețeli. Aceste simptome au avut loc după trei până la cinci zile de la tratament și au dispărut după două până la cinci zile de la întreruperea tratamentului. Nu s-au găsit dovezi pentru neurotoxicitate permanentă. Prelungirea intervalului QT a fost observată, de asemenea, la doze foarte mari de tamoxifen. Nu există niciun antidot pentru supradozajul cu tamoxifen. În schimb, tratamentul ar trebui să fie bazat pe simptome.

## Interacțiuni
Este posibil ca pacienții cu forme variante ale genei CYP2D6 (numită și simplu 2D6) să nu beneficieze din plin de tamoxifen pentru că metabolizarea tamoxifenului în metaboliții săi activi este prea lentă. Pe 18 octombrie 2006, Subcommittee for Clinical Pharmacology a recomandat includerea de informații cu privire la această genă în prospect.
Anumite variante de CYP2D6 la pacienții cu cancer mamar conduc la rezultate clinice mai proaste în urma tratamentului cu tamoxifen. Astfel, identificarea pacienților cu aceste fenotipuri de CYP2D6 prin genotipare poate duce la găsirea de medicații alternative.
Studii recente sugerează că administrarea de antidepresive din gama inhibitorilor selectivi ai recaptării serotoninei (SSRI), precum paroxetină (Paxil), fluoxetină (Prozac) și sertralină (Zoloft), pot scădea eficacitatea tamoxifenului, deoarece aceste medicamente concurează pentru enzima CYP2D6 care este necesară pentru a metaboliza tamoxifenul în formele sale active. Un studiu american prezentat la conferința anuală a Societății Americane de Oncologie Clinică în anul 2009 a constatat că, după doi ani, 7,5% din femeile care au luat doar tamoxifen au avut recidive, comparativ cu 16% care au luat și paroxetină, fluoxetină sau sertralină, medicamente considerate a fi cei mai puternici inhibitori ai CYP2D6. Această diferență se traduce într-o creștere de 120% în riscul reapariției cancerului de sân. Pacienții care au luat SSRI, Celexa (citalopram), Lexapro (escitalopram) sau Luvox (fluvoxamină) nu au un risc crescut de recidivă datorită lipsei metabolismului competitiv pentru enzima CYP2D6. Un nou studiu a demonstrat mai clar că paroxetina duce la cele mai proaste rezultate. Pacienții tratați cu atât paroxetină, cât și tamoxifen, au un risc cu 67% mai mare de deces din cauza cancerului la sân, de la 24% la 91%, în funcție de durata tratamentului concomitent.
Tamoxifenul interacționează cu anumiți alți antiestrogeni. Inhibitorul de aromatază aminoglutetimidă induce metabolizarea tamoxifenului. În schimb, inhibitorul de aromatază letrozol nu afectează metabolizarea tamoxifenului. Ba dimpotrivă, tamoxifenul induce metabolizarea letrozolului și îi reduce semnificativ concentrația.

## Farmacologie

### Farmacodinamică

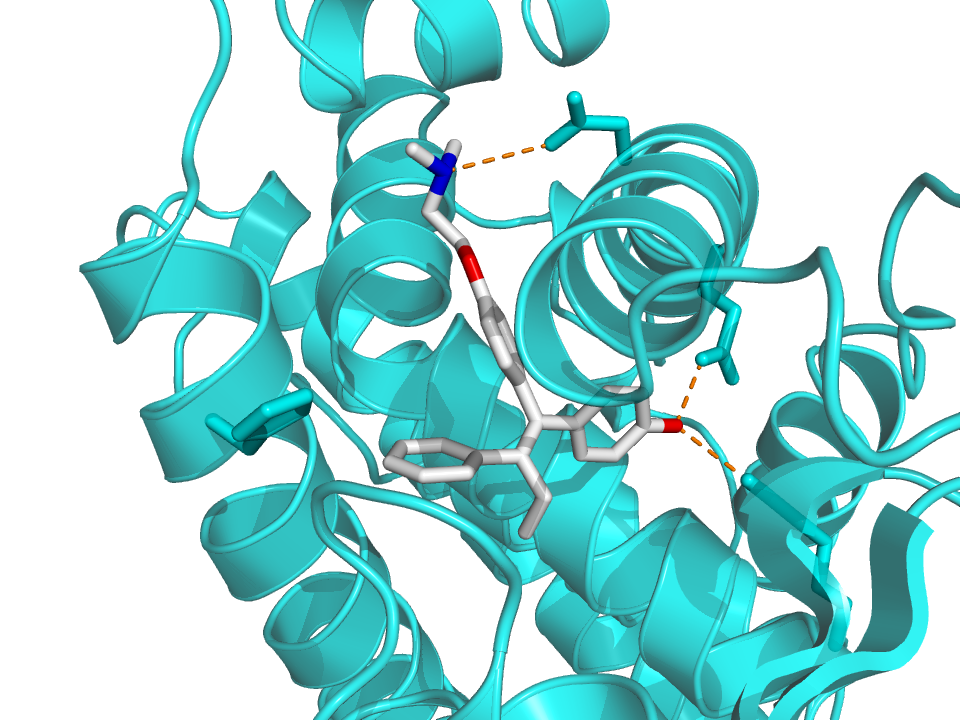
Structura cristalografică a afimoxifenului (carbon = alb, oxigen = roșu, azot = albastru) în complex cu domeniul de legare al ligandului al receptorilor de estrogen alfa (ERα) (panglica bleu)

Tamoxifen acționează ca un modulator selectiv al receptorilor estrogenici (SERM) sau ca un agonist parțial al receptorilor de estrogen (ER). Activitatea sa este atât estrogenică, cât și antiestrogenică, profilul efectelor variind în funcție de țesut. De exemplu, tamoxifen are preponderent efecte antiestrogenice în sâni, dar predominant efecte estrogenice în uter și ficat. În țesutul mamar, tamoxifen acționează ca antagonist al ER, așadar transcripția de genelor receptive la estrogen este inhibată.
Tamoxifen are o afinitate relativ mică pentru receptorii de estrogen în sine și acționează ca un promedicament al metaboliților activi, precum afimoxifen (4-hidroxitamoxifen; 4-OHT) și endoxifen (N-desmetil-4-hidroxitamoxifen). Acești metaboliți au aproximativ o afinitate de 30 până la 100 de ori mai mare pentru ER decât tamoxifen. Tamoxifen are 7% și 6% din afinitatea estradiolului pentru ERα și, respectiv, ERß, în timp ce afimoxifen are 178% și 338% din afinitatea estradiolului pentru ERα și ERß, respectiv. Prin urmare, afimoxifen are o afinitate de 25 de ori mai mare pentru ERα și de 56 de ori mai mare pentru ERß față de tamoxifen. Tamoxifen este un SERM care acționează pe termen lung, cu retenție nucleară a complexului ER–tamoxifen de peste 48 de ore.
Afimoxifen se leagă de ER, complexul ER/tamoxifen recrutează alte proteine cunoscute sub numele de co-represori, iar complexul se leagă apoi de ADN pentru a modula expresia genelor. Unele dintre aceste proteine sunt NCoR și SMRT. Funcția tamoxifenului poate fi regulată de o serie de variabile diferite, inclusiv factori de creștere. Tamoxifenul trebuie să blocheze factori de creștere precum ErbB2/HER2, deoarece s-a demonstrat că niveluri ridicate de ErbB2 apar în cancerul rezistent la tamoxifen. Se pare că tamoxifen necesită o proteină PAX2 pentru întregul său efect anticancerigen. În prezența exprimării puternice de PAX2, complexul tamoxifen/ER este capabil să suprime expresia pro-proliferativă a proteinelor ERBB2. În schimb, atunci când exprimarea AIB-1 este mai mare decât cea a PAX2, complexul tamoxifen/ER regulează pozitiv exprimarea ERBB2, care rezultă în stimularea creșterii cancerului de sân.
Afimoxifen se leagă de ER competitiv (considerând agonistul endogen estrogen) în celulele tumorale și alte țesuturi țintă, producând un complex nuclear care scade sinteza de ADN și inhibă efectele estrogenului. Acesta este un agent nesteroidian cu puternice proprietăți antiestrogenice, care concurează cu estrogenul pentru siturile de legare în sân și alte țesuturi. Tamoxifenul face ca celulele să rămână în fazele G0 și G1 ale ciclului celular. Pentru că previne diviziunea (pre)celulelor canceroase, dar nu provoacă moartea celulelor, tamoxifenul este un citostatic și nu citocid.
Tamoxifen reduce nivelul de IGF-1 cu 17 până la 38% la femei și bărbați. Suprimarea producției de IGF-1 în ficat este o acțiune bine-cunoscută a estrogenilor și SERM. O doză de 10 mg/zi de tamoxifen este aproape la fel de eficientă ca una de 20 mg/z în suprimarea nivelurilor de IGF-1.
Efectele tamoxifenului asupra exprimării Ki-67 în cancerul de sân, concentrației globulinei de legare a hormonului sexual și concentrației de IGF-1 sunt dependente de doză într-un interval de dozare de la 1 la 20 mg/zi la femeile cu cancer de sân.Format:Tissue-specific estrogenic and antiestrogenic activity of SERMs
Norendoxifen (N,N-didesmethyl-4-hidroxitamoxifen), un alt metabolit activ al tamoxifenului, acționează ca un inhibitor de aromatază puternic competitiv (IC50 = 90 nM) și ar putea fi de asemenea implicat în activitatea antiestrogenică a tamoxifenului.
Pe lângă activitatea sa ca SERM, tamoxifenul este un inhibitor potent și selectiv al protein kinazei C și este activ în acest sens la concentrații terapeutice. Această acțiune este considerată a explicația eficacității tamoxifenului în tratamentul tulburării bipolare.
Tamoxifenul este un inhibitor al glicoproteinei P.

### Farmacocinetică
Tamoxifen este absorbit rapid și extensiv din intestine după administrare orală. Biodisponibilitatea tamoxifenului administrat oral este ridicată, de aproximativ 100%, ceea ce sugerează un metabolism inițial minim în intestine și ficat. După administrare, concentrația maximă de tamoxifen apare după trei până la șapte ore. Nivelurile stabile de tamoxifen sunt atinse de obicei după trei până la patru săptămâni, dar uneori până la 16 săptămâni de administrare zilnică. Nivelurile stabile de afimoxifen sunt atinse după 8 săptămâni de administrare zilnică de tamoxifen.
Volumul de distribuție a tamoxifenului este de 50 până la 60 L/kg, iar clearance-ul a fost estimat la 1,2 până la 5,1 L/oră. Concentrații mari de tamoxifen au fost identificate în sân, uter, ficat, rinichi, plămân, pancreas și ovar la animale și la om. Nivelurile de tamoxifen în uter au fost de 2 până la 3 ori mai mare decât în circulație. Legarea de proteinele plasmatice a tamoxifenului și afimoxifenului este de peste 99%. Tamoxifenul este legat în principal de albumină.
Tamoxifen în sine este un promedicament care este metabolizat în ficat de către izoformele citocromului P450 CYP3A4, CYP2C9 și CYP2D6 în metaboliți activi, precum afimoxifen și endoxifen. Tamoxifen și metaboliții săi sunt supuși conjugării, prin glucuronidare și sulfatare. Este posibil ca tamoxifenul să aibă o acțiune de inhibare a propriului metabolism.
Tamoxifen are un timp de înjumătățire plasmatică prin eliminare de obicei de cinci până la șapte zile, putând varia de la patru la unsprezece zile. În mod similar, timpul de înjumătățire al afimoxifenului este de 14 zile. În schimb, timpul de înjumătățire al endoxifenului este de 50 la 70 de ore. Timpii lungi de înjumătățire ai tamoxifenului și afimoxifenului sunt atribuiți nivelului ridicat de legare de proteinele plasmatice și recirculării enterohepatice. La întreruperea tratamentului, nivelul de tamoxifen și de metaboliți ai săi persistă în circulație pentru cel puțin 6 săptămâni. Tamoxifenul este în principal excretat în bilă și este eliminat în fecale, în timp ce cantități mici sunt eliminate în urină.

## Chimie
Tamoxifen este un SERM nesteroidian din familia trifeniletilenelor și a fost, din punct de vedere structural, derivat din estrogenii dietilstilbestrolici și antiestrogeni precum clorotrianizenă și etamoxitrifetol. Inițial a fost sintetizat clomifenul, iar tamoxifenul a fost dezvoltat ulterior. Tamoxifen este strâns legat structural de alte trifeniletilene, printre care clomifen, nafoxidin, ospemifen, toremifen. Alte SERM, precum raloxifen, sunt din punct de vedere structural distincte de tamoxifen și alte trifeniletilene.

## Societate și cultură
Tamoxifen este comercializat în primul rând sub numele de brand Nolvadex, dar este disponibil și sub o varietate de alte nume de marcă în întreaga lume.
Vânzările globale de tamoxifen în 2001 au fost de 1,024 de milioane de dolari. De la expirarea brevetului în 2002, acesta este disponibil pe scară largă ca medicament generic în întreaga lume. În 2004, tamoxifenul a fost cel mai vândut medicament hormonal pentru tratamentul cancerului de sân din lume.